# Mariä Heimsuchung (Kleinhöhenkirchen)

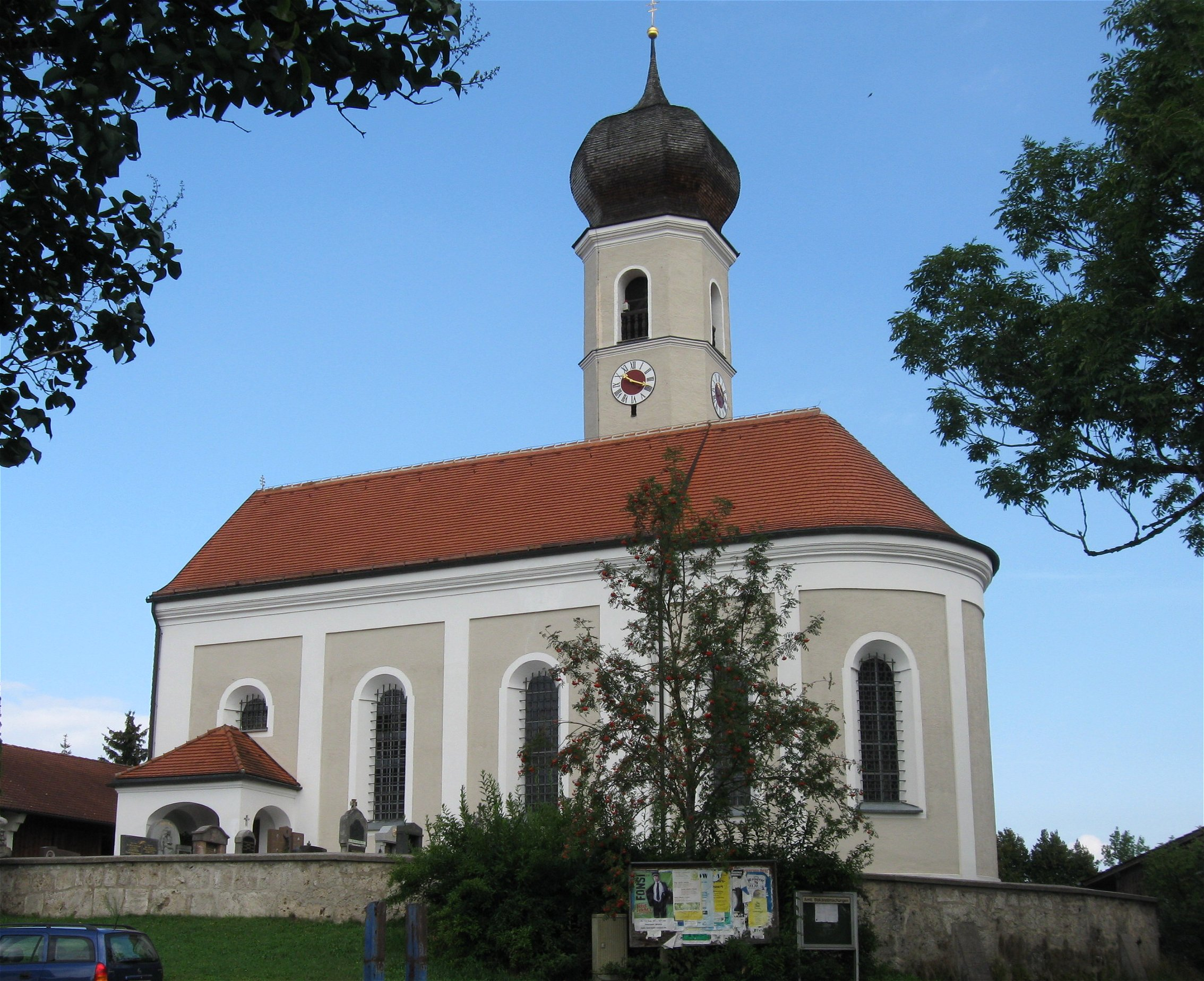
Mariä Heimsuchung in Kleinhöhenkirchen

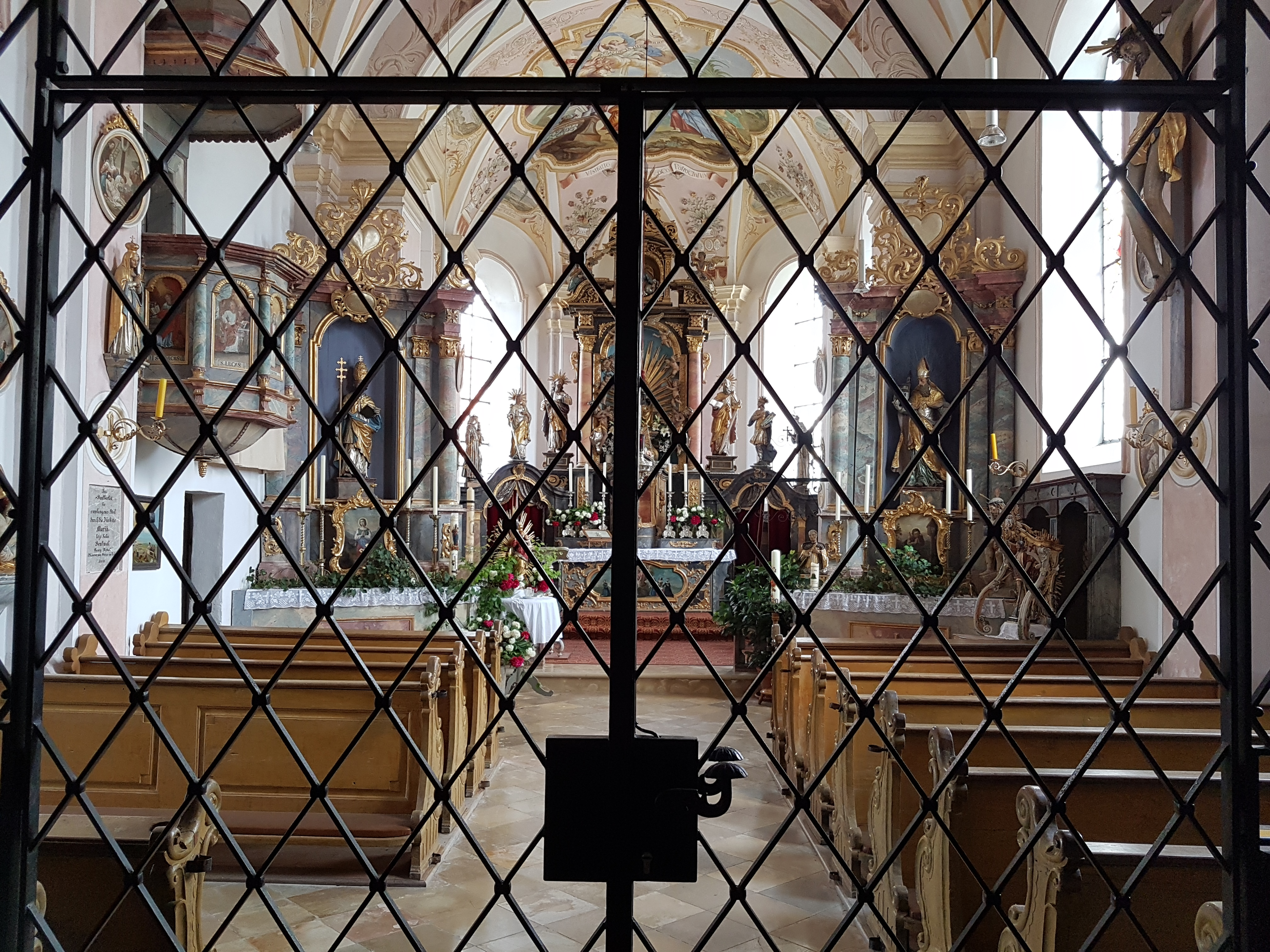
Innenansicht

Die römisch-katholische Wallfahrtskirche Mariä Heimsuchung steht in Kleinhöhenkirchen, einem Gemeindeteil von Weyarn im oberbayerischen Landkreis Miesbach. Sie ist denkmalgeschützt und wird in der Liste der Baudenkmäler in Weyarn als  unter der Nr. D-1-82-137-56 geführt. Die Kirche gehört zum Dekanat Miesbach im Erzbistum München und Freising.

## Beschreibung
Mariä Heimsuchung in Kleinhöhenkirchen ist eine 1720 oder in den unmittelbar folgenden Jahren gebaute barocke Saalkirche. Sie hat ein Langhaus mit drei Jochen und einen eingezogenen, halbrund geschlossenen Chor im Osten. An die Nordwand des Chors ist die Sakristei angebaut, und in der nordöstlichen Ecke von Langhaus und Sakristei steht der Kirchturm. Die unteren Geschosse des Turms stammen vom mittelalterlichen Vorgängerbau. Er wurde aufgestockt, um den Glockenstuhl und die Turmuhr unterzubringen, und mit einer Zwiebelhaube bedeckt. An der Nordseite des Langhauses wurde eine Kapelle angebaut, in die eine Darstellung der Verkündigung des Herrn von Ignaz Günther eingefügt ist; ferner befindet sich dort der Zugang zur Empore. 
Der Innenraum der Kirche hat ein Stichkappengewölbe mit einer Deckenmalerei, 1773 gemalt von Joseph Anton Höttinger, Maler in Rosenheim. Der Hochaltar wurde in der zweiten Hälfte des 17. Jahrhunderts aufgestellt. Mittelpunkt dieses Altars ist das Gnadenbild der Muttergottes mit Jesuskind und einer Weintraube in der linken Hand, anstelle eines ursprünglichen Zepters. Die Skulptur stammt aus dem frühen 16. Jahrhundert. Der Zustrom der Pilger zur Verehrung des Gnadenbildes machte wahrscheinlich den Neubau der Kirche im Jahr 1720 erforderlich.